# Marius Lundemo
Marius Lundemo, né le 11 avril 1994 à Bærum en Norvège, est un footballeur norvégien qui évolue au poste de milieu défensif au Valur Reykjavik.

## Biographie

### En club
Né à Bærum en Norvège, Marius Lundemo est formé par le club local du Bærum SK. Il commence sa carrière professionnelle avec cette équipe en deuxième division norvégienne, jouant son premier match le 9 avril 2012, lors de la première journée de la saison 2012, face au FK Bodø/Glimt. Titularisé, il marque également son premier but en ouvrant le score, mais les deux équipes se neutralisent (3-3 score final).
En janvier 2014, Marius Lundemo rejoint le Lillestrøm SK. Le transfert est annoncé dès le 25 novembre 2013 et le joueur de 19 ans, recruté pour la qualité de son pied droit, notamment sur les tirs et les passes, signe un contrat de trois ans avec son nouveau club, soit jusqu'en décembre 2016.
Avec Lillestrøm il découvre la Tippeligaen (aujourd'hui nommé Eliteserien), l'élite du football norvégien. Il joue son premier match dans cette compétition le 29 mars 2014, lors de la première journée de la saison 2014, en étant titularisé face au FK Haugesund (1-1 score final).
En janvier 2017, Marius Lundemo rejoint le Rosenborg BK. Le transfert est annoncé le 20 décembre 2016 et il signe un contrat de trois ans et demi.
Avec Rosenborg, Lundemo remporte pour la première fois de sa carrière le Championnat de Norvège, participant au 25e sacre du club lors de la saison 2017.
Il marque son premier but pour le club lors d'une rencontre de coupe de Norvège face au SK Trygg/Lade, le 19 avril 2018. Titulaire, il participe à la victoire de son équipe par quatre buts à deux.
Le 27 juin 2020 est annoncé le transfert de Marius Lundemo au club chypriote de l'APOEL Nicosie. Son contrat est effectif à partir du 1er août 2020.
Après avoir résilié son contrat avec l'APOEL Nicosie, Marius Lundemo retourne au Lillestrøm SK librement, signant le 28 juillet 2022 un contrat courant jusqu'en décembre 2023.
Le 14 mars 2025, Marius Lundemo prend la direction de l'Islande afin de signer en faveur du Valur Reykjavik pour un contrat courant jusqu'en décembre 2026.

### En sélection
Marius Lundemo joue son premier match avec l'équipe de Norvège espoirs face à l'Azerbaïdjan le 1er juin 2014. Il entre en jeu à la place de Elbasan Rashani et son équipe s'impose par un but à zéro.

## Palmarès
Rosenborg BK
- Championnat de Norvège (2) :
  - Champion : 2017 et 2018.